# Philippus Nigri
Philippus Nigri (Boulogne-sur-Mer - Brussel, 4 januari 1563) was een Zuid-Nederlandse geestelijke en politicus.
Nigri was aartsdiaken en kanunnik van Terwaan, kanunnik van de kathedralen van Luik en Kamerijk, aartsdiaken van Brabant, proost van Sint-Pharailde in Gent en van Sint-Salvator in Harelbeke, deken van Sint-Goedele in Brussel en van Sint-Rombout in Mechelen. Op 31 maart 1523 volgde hij Ferry Carondelet op als raadsheer in de Grote Raad van Mechelen. Vanaf 18 januari 1532 trad hij op als kanselier van de Orde van het Gulden Vlies en op 31 mei 1535 volgde zijn benoeming als raadsheer bij de Raad van State en de Geheime Raad. Op 31 augustus 1543 deed hij afstand van zijn ambt van raadsheer van de Grote Raad ten voordele van zijn neef Filips de L'Espinoy.
Door koning Filips II werd hij samen met Viglius en Ruard Tapper aangesteld om in een geheime commissie de nieuwe indeling van de bisdommen in de Nederlanden voor te bereiden. Dit zou resulteren in de pauselijke bul Super universas (1559). In uitvoering hiervan werd onder meer het nieuwe bisdom Antwerpen opgericht en Nigri werd benoemd tot eerste bisschop. Maar nog voor hij tot bisschop kon worden gewijd, overleed hij.
Postuum werd in 1578 zijn werk Tract. de exemptione canonica (geschreven in 1524) uitgegeven.